# Smrt
Smrt (latinsko mors) je nepovratno prenehanje bioloških procesov, ki vzdržujejo organizem pri življenju, torej konec življenja. Natančno pa pojava še ne znamo opredeliti, saj je neločljivo povezan z definicijo življenja, ki prav tako ni določena. Pri sesalcih se ob smrti zaustavi srce, preneha dihanje in prekine se aktivnost osrednjega živčnega sistema. Temu hitro sledi proces razkroja organskih snovi, ki ga sestavljajo. Vendar denimo zaustavitev delovanja srca in dihanja ne pomeni nujno smrti človeka - klinična smrt, kot ji pravimo, na račun sodobnih tehnik oživljanja ni vedno nepovratna. V medicini tako razglasijo smrt človeka šele po določenem času od trenutka smrti, ko je jasno, da je prenehanje življenjskih funkcij nepovratno - torej »za nazaj«. Smrt je lahko posledica naravnih procesov staranja, bolezni ali hude poškodbe.
Zavedanje lastne umrljivosti že od pradavnine buri človekovo domišljijo in ima osrednje mesto v umetnosti ter religijah. Vsaka kultura ima običaje ravnanja z ostanki umrlih, ki izkazujejo njen odnos do smrti - različne načine pokopa, kremacije idr. Sodeč po arheoloških ostankih segajo ti običaji vsaj 70.000 let v zgodovino, v srednji paleolitik, in zaznamujejo začetek simbolnega razmišljanja pri sodobnem človeku. Po različnih prepričanjih se duša oz. zavest ob smrti loči od materialnega telesa, nakar se bodisi vrne v novo telo (reinkarnacija), bodisi združi z bogom ali pa preneha obstajati. Smrt so zahodni umetniki od nekdaj upodabljali kot okostnjaka s koso, včasih pa je bil okostnjak oblečen v kuto s kapuco preko glave. Motiv mrtvaškega plesa simbolično sporoča, da je smrt za vsakogar enaka, ne glede na status, ki ga je užival za časa življenja. 

## Kaj je smrt
Kako težko je opisati za vsa živa bitja pojem smrti, je najbolje videti na razliki med smrtjo enoceličnega organizma in smrtjo sesalca. V prvem primeru pomeni smrt nepovratno izgubo celične neokrnjenosti (razpad celične membrane) ali zmožnosti delitve (uničenje genoma).  V drugem primeru gre za ireverzibilni razpad vitalnih organov, kot so srce in ožilje ter osrednje živčevje (možgani in hrbtenjače), za kar je vzrok smrt posameznih celic. Umiranje je proces, tako da je le redko mogoče natančno določiti čas, kdaj smrt nastopi. Smrt je stanje, ko organizem preneha živeti; ne gre je zamenjavati z umiranjem ali izkušnjami bližajoče se ali blizke smrti, ki so del našega življenja.

## Povezani izrazi
Koncept in simptomi smrti ter različne stopnje tankočutnosti, ki se uporabljajo v javnosti, so ustvarili veliko število znanstvenih, zakonskih in družbeno sprejemljivih izrazov ali evfemizmov za smrt. Ko oseba umre, se reče tudi, da je preminula, obstaja pa tudi večje število družbeno spremejemljivih, verskih, žargonskih ali nespoštljivih izrazov. Oropan življenja mrtva oseba tako postane truplo, kadaver, telo, človeški ostanki in končno okostje. Uporabi se lahko tudi izraz mrhovina, čeprav ta izraz namiguje na živalske, nečloveške ostanke.

## Smrt v biološkem smislu
Skoraj vse živali, ki preživijo zunanje nevarnosti, prej ali slej umrejo zaradi biološkega staranja (senesence). Ena izmed najbolj poznanih izjem je meduza Turritopsis nutricula za katero velja, da je v bistvu nesmrtna. Nenaravni vzroki smrti vključujejo samomor in umor. Zaradi različnih vzrokov umre dnevno po svetu približno 150.000 ljudi. Od teh dve tretjini umre posredno ali neposredno zaradi biološkega staranja, toda v razvitih industrializiranih državah, kot so ZDA, Velika Britanija in Nemčija, se stopnja približa 90 %, tj. približno devet od desetih smrti je povezana s staranjem.
Danes razumemo fiziološko smrt kot proces: pogoji, za katere je včasih veljalo, da so značilni za smrt, so danes reverzibilni. Kje v tem procesu je meja med življenjem in smrtjo je odvisno od faktorjev onstran prisotnosti ali odsotnosti življenjskih znakov. Na splošno velja, da klinična smrt ni ne nujna, ne zadostna za ugotovitev za zakonsko razglasitev smrti. Pacienta z delujočim srcem in pljuči, za katerega se ugotovi, da je možgansko mrtev, se lahko razglasi za uradno mrtvega brez pojava klinične smrti. Paradoksno postaja točna medicinska definicija smrti vse bolj problematična z razvojem znanosti in medicine.

### Znaki biološke smrti
Znaki smrti ali indikacije, da žival ni več živa:
- Prenehanje dihanja
- Srčni zastoj (ni pulza)
- Mrliška bledica (lat. Pallor mortis), bledica, ki nastane zaradi prenehanja krvnega obtoka[8] in se zgodi v 15-120 minutah po smrti.
- Mrliška ohladitev (lat. Algor mortis), zmanjšanje telesne temperature po smrti. Zmanjševanje temperature poteka do izenačitve temperature z okolico.
- Mrliška okorelost (lat. Rigor mortis), je najbolj očitna zgodnja mrliška sprememba, tri ure po nastopu smrti se začne razvijati okorelost, ki zajame vse vrste mišic[9]
- Mrliške lise (lat. Livor mortis), se razvijejo zaradi sesedanja krvnih elementov v žilah pod vplivom gravitacije po prenehanju delovanja srca na nižje ležečih delih trupla[9]
- Sušenje mrliča (lat. Dehidratio cadaveris), postopno oddajanje tekočine mediju (navadno zrak), ki ima manj vlage.
- Gnitje, razkrojevanje kompleksnih organskih molekul, ki gradijo organizem, v enostavnejše, običajno ga spremlja neprijeten vonj zaradi plinov, ki ob tem nastajajo.
- Skeletizacija, končni proces razpada trupla do razkritja kostnega ogrodja.